# Alalay
Alalay ist eine Ortschaft im Departamento Cochabamba im südamerikanischen Anden-Staat Bolivien.

## Lage im Nahraum
Alalay ist zentraler Ort des Municipios Alalay in der Provinz Mizque. Die Ortschaft liegt auf einem Höhenrücken der Kordillere von Cochabamba auf einer Höhe von 3806 m im Quellbereich des Bachlaufes Río Grande, der sich nahe Pocoata mit dem Quebrada Lampar zum Río Acequia vereinigt.

## Geographie
Alalay liegt im nordwestlichen Teil der Cordillera Oriental, der östlichsten Gebirgskette des bolivianischen Hochgebirges. Das Klima der Region ist gekennzeichnet durch ein typisches Tageszeitenklima, bei dem die täglichen Temperaturschwankungen deutlicher ausgeprägt sind als die jahreszeitlichen Schwankungen.
Die Jahresdurchschnittstemperatur liegt bei 12 °C (siehe Klimadiagramm Vacas), die Temperaturen in den Wintermonaten Juni/Juli bei knapp 10 °C und im November/Dezember bei etwas mehr als 14 °C. Der Jahresniederschlag beträgt 550 mm und erreicht in den Sommermonaten von Dezember bis Februar Werte von 100 bis 120 mm, während in den ariden Monaten von Mai bis September nahezu kaum Niederschlag fällt.
„Alalay“ ist Quechua und bedeutet „Kälte“, was auf das kalte und trockene Klima der Region hinweist.

## Verkehrsnetz
Alalay liegt 76 Straßenkilometer entfernt von Cochabamba, der Hauptstadt des gleichnamigen Departamentos.
Von Cochabamba führt die asphaltierte Nationalstraße Ruta 7 in südöstlicher Richtung 41 Kilometer bis San Benito, von dort eine unbefestigte Landstraße weiter nach Südosten über Punata nach Arani. Von dort aus führt eine unbefestigte Landstraße weiter nach Südosten und erreicht nach 21 Kilometern über Pocoata die Ortschaft Alalay.

## Bevölkerung
Die Einwohnerzahl der Ortschaft ist in den vergangenen beiden Jahrzehnten zurückgegangen:
| Jahr | Einwohner | Quelle       |
| ---- | --------- | ------------ |
| 1992 | 462       | Volkszählung |
| 2001 | 638       | Volkszählung |
| 2012 | 324       | Volkszählung |
| 2024 |           | Volkszählung |

Die Region weist einen deutlichen Anteil an Quechua-Bevölkerung auf, im Municipio Alalay sprechen 99,6 Prozent der Bevölkerung Quechua.